# Copa Honor Argentino

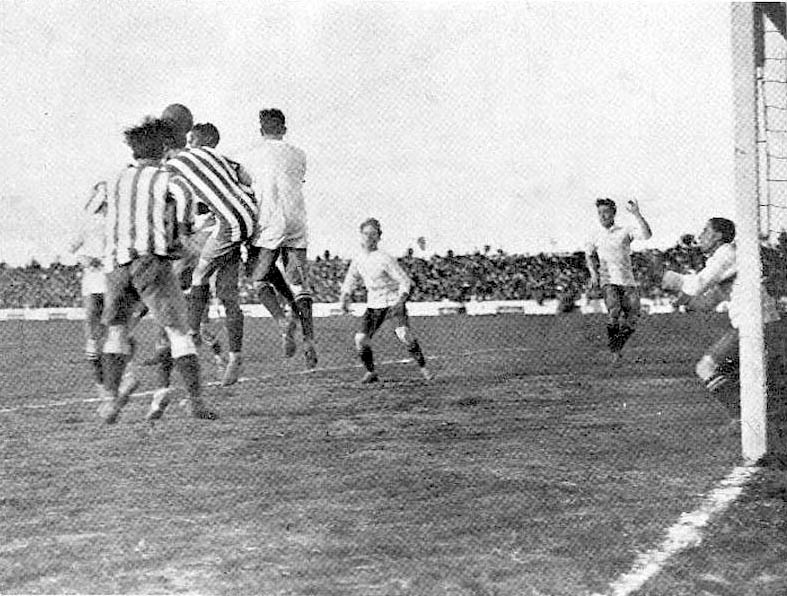
Argentina vs Uruguay en la Copa Honor Argentino.

La Copa Honor Argentino fue un torneo internacional amistoso de fútbol jugado en Buenos Aires entre las selecciones de Argentina y Uruguay entre 1908 y 1920.  Era la contrapartida de la Copa Honor Uruguayo, que se jugó en Montevideo.

## Lista de campeones
- 1908:  Uruguay 1-0  Argentina (04/10/1908)
- 1909:  Argentina 3-1  Uruguay (10/10/1909)
- 1910:  Uruguay 6-2  Argentina (27/11/1910)
- 1911:  Argentina 2-0  Uruguay (22/10/1911)
- 1912:  Uruguay 1-0  Argentina (22/09/1912)
- 1913:  Argentina 2-0  Uruguay (31/08/1913)
- 1914:  Argentina 2-1  Uruguay (13/09/1914)
- 1918:  Argentina 2-1  Uruguay (25/08/1918)
- 1919:  Argentina 6-1  Uruguay (19/10/1919)
- 1920:  Argentina 1-0  Uruguay (08/08/1920)

## Palmarés
- Argentina (7): 1909, 1911, 1913, 1914, 1918, 1919, 1920
- Uruguay (3): 1908, 1910, 1912.